# 4580 Child
4580 Child eller 1989 EF är en asteroid i huvudbältet som upptäcktes 4 mars 1989 av den amerikanske astronomen Eleanor F. Helin vid Palomar-observatoriet. Den är uppkallad efter den amerikanske astronomen Jack B. Child.
Den tillhör asteroidgruppen Eunomia.